# 케이블 가이
《케이블 가이》(영어: The Cable Guy)는 1996년 개봉한 미국의 블랙 코미디 영화이다. 벤 스틸러가 감독을, 루 홀츠 주니어와 저드 애퍼타우가 각본을 맡았다.

## 출연

### 주연
- 짐 캐리
- 매슈 브로더릭

### 조연
- 레슬리 만
- 조지 시걸
- 다이안 베이커
- 잭 블랙

## 기타
- 공동제작: 윌리엄 S. 비슬리
- 미술: 샤론 세이모어
- 의상: 에리카 에델 필립스
- 배역: 주엘 베스트롭